# 세인트엘리자베스구

세인트엘리자베스구의 위치

세인트엘리자베스구(영어: Saint Elizabeth Parish)는 자메이카 남서부에 위치한 구로 행정 중심지는 블랙리버이며 면적은 1,212.4km2, 인구는 148,000명(2001년 기준)이다. 콘월주에 속하며 서쪽으로는 맨체스터구, 동쪽으로는 웨스트모얼랜드구, 남쪽으로는 세인트제임스구, 트렐로니구와 접한다.

## 같이 보기
- 자메이카의 역사